# バイオアート
バイオアート（BioArt）とは、生体組織、バクテリア、生体系、生命プロセスを扱うアートのこと。遺伝子工学、組織培養、クローニングなどの生物工学を利用する。作品の制作はスタジオ、ギャラリーだけでなく、研究所でも行われる。
「バイオアート」という語は、1997年にエドワルド・カックが彼の作品『Time Capsule』に関して生み出した造語である。その後、スザンヌ・アンカー、ジョー・デイヴィス、西オーストラリア大学のSymbiotica研究室のアーティストによって発展した。
バイオアーティストが人間の生体組織を取り扱う時、それが人間なのかそうでないのかで議論されることがある。ライフサイエンスにおける生命創造は倫理的・社会的・美学的問題を避けて通れない。

## 代表的なアーティスト
- エドワルド・カック（英語版）
- Marion Laval-JeantetとBenoît Mangin
- SymbioticA
- ジョージ・ジェッサート
- ジョー・デイヴィス[1]
- オルガ・キセレヴァ
- マルタ・デ・メネゼス
- オルラン（英語版）
- Sergio Valle Duarte
- Stelarc
- Anna Garforth
- Rick Gibson
- エイミー・カール
- ディムット・ストレーブ[2]
- ヘザー・デューイ・ハグボーグ[2]
- ティナ・ゴヤンク[2]
- 平野真美[2]
- 清水陽子[3]
- 岩波洋造
- 岩崎秀雄

## 書籍
- 『バイオ・アート-バイオテクノロジーは未来を救うのか』ウィリアム・マイヤーズ著/ 久保田晃弘 監修、長谷川愛 寄稿、岩井木綿子・上原昌子 翻訳（ビー・エヌ・エヌ新社）ISBN 978-4802510196
- 『バイオアートの世界　神のかくし絵を使って』岩波洋造 著 ISBN 978-4-86043-625-4